# Xã Mertilla, Quận Meade, Kansas
Xã Mertilla (tiếng Anh: Mertilla Township) là một xã thuộc quận Meade, tiểu bang Kansas, Hoa Kỳ. Năm 2010, dân số của xã này là 198 người.